# Io, ritratto-paesaggio
Io, ritratto-paesaggio (titolo originale Moi-même) è un dipinto a olio su tela (143x110 cm) realizzato nel 1890 da Henri Rousseau e conservato nella Národní galerie di Praga.

## Descrizione
Si tratta di un autoritratto dove l'artista si pone in primo piano a figura intera, con lo sfondo del lungosenna che sintetizza la modernità di Parigi alla fine del XIX secolo (a sinistra si nota appena la Tour Eiffel, l'elemento centrale è un ponte di metallo ed in cielo c'è una mongolfiera). La caratteristica violazione di prospettiva, proporzioni e colori naturali (all'epoca non ancora apprezzata), mette in risalto il soggetto autoritratto elegantemente vestito di nero mentre cammina tenendo in mano i simboli della sua arte (pennello e tavolozza).